# Uvulární vibranta
Uvulární vibranta je souhláska, vyskytující se v některých jazycích.
Obvykle se řadí mezi tzv. rhotické (erové) souhlásky.
- Způsob artikulace: kmitavá souhláska (vibranta). Vytváří se kmitáním jazyka.
- Místo artikulace: uvulára. Uzávěra se vytváří mezi zadní částí jazyka a uvulou (čípkem).
- Ústní souhláska – vzduch prochází při artikulaci ústní dutinou.
- Středová souhláska – vzduch proudí převážně přes střed jazyka spíše než přes jeho boky (po uvolnění uzávěry).
- Pulmonická egresivní hláska – vzduch je při artikulaci vytlačován z plic.
- Znělost: Znělá souhláska – při artikulaci hlasivky vibrují.

Vyskytuje se v celé řadě jazyků, např. v mnoha francouzských dialektech (je někdy známa jako francouzské r, přestože ve spisovné francouzštině se tento foném vyslovuje spíše jako znělá uvulární frikativa), v hebrejštině (např. ירוק), okcitánštině (např. parts), němčině, evropské portugalštině a celé řadě dalších jazyků. Řada mluvčích češtiny takto realizuje hlásku, zapisovanou písmenem /r/, tato hláska je však ve správné výslovnosti alveolární vibranta a jiná výslovnost je vnímána jako vada řeči, tzv. rotacismus.